# 明經 (成化進士)
明經 （1451年—1510年），字致用，四川成都府內江縣人，軍籍，治《書經》。

## 生平
十二月二十七日生，行一，由儒士中式四川鄉試第四十七名舉人，會試中式第二百四十七名。年二十八歲中式成化十四年戊戌科第三甲第一百二十三名進士。

## 家族
曾祖明希清；祖明通；父明愈政；母鄴氏。具慶下，妻龔氏。